# William George Aston
William George Aston (Londonderry, 1841 – Beer, 1911) è stato un diplomatico e iamatologo britannico.
Insieme a Basil Hall Chamberlain fu uno dei primi iamatologi europei; tradusse il Nihongi (1896) e redasse una Storia della letteratura giapponese (1899).